# メビウス症候群
メビウス症候群（メビウスしょうこうぐん、Möbius (或は Moebius) syndrome）は、非常に稀な神経異常。

## 臨床徴候
メビウス症候群は、1888年に神経学者のパウル・メビウス（ドイツ語: Paul Julius Möbius）が「先天性かつ非進行性の両側性顔面神経麻痺＋外転神経麻痺」を独立した疾患として定義したものに始まる。以来さまざまな定義が用いられてきて混乱をきたしているが、Harrietteらは、先天性の顔面表情筋麻痺に眼球の外転運動障害を伴うものと新たに定義し、これが定着してきている（Neurology2003;61:327-333）。稀に脳神経V（三叉神経）と脳神経VIII（内耳神経）の障害も合併する。
脳神経VIで発症すると側方注視が失われる。脳神経VIIで起こると顔面神経麻痺 (FP) になる - 無表情で口が常に開いている状態。脳神経VIIIで発症すると難聴になる。
泣く、笑うの表現が無表情の為、誕生時に発見することが出来る。
その他の特徴：
- 手足の異常 — 指の間の水かき、短い、5本以上の指などが起こる場合がある
- 吸う能力が異常
- 目で動くものを追えない、
- 内斜視
- 笑う表情が出来ない
- 舌の運動の制限

後に患児は言語困難、内斜視、異常に小さい目、気管支肺炎などにかかることがある。
表情が変えられないため他人に自分自身の感情を伝えることが難しく、自分自身も感情を経験することが難しく、他人の表情を識別できない。

## 治療
決まった治療法は無く、症状によって援助的、調和的に行う。患児は十分な栄養の補給のために栄養チューブを使うこともある。内斜視や四肢の改善、顎の変形の治療などのために外科手術が行われることもある。運動、スピーチ療法は発話能力、食事能力の改善に役立つこともある。整形外科手術が有効な場合もある。

## 病理学的説明
メビウス症候群の原因は分かっていない（多くが原因不明、その他の少数が遺伝的原因）。